# Dirección General de Régimen Jurídico Autonómico y Local
La Dirección General de Régimen Jurídico Autonómico y Local (DGRJAL) es el órgano directivo del Ministerio de Política Territorial y Memoria Democrática, adscrito a la Secretaría General de Coordinación Territorial, encargado de la supervisión jurídica de los proyectos normativos de las comunidades autónomas y entidades locales, así como de emitir informes jurídicos sobre el posible planteamiento por parte del Presidente del Gobierno de recursos de inconstitucionalidad o requerimientos previos.

## Historia
La Dirección General de Régimen Jurídico Autonómico y Local se creó en 2018 a raíz de la separación de las competencias de la Dirección General de Relaciones con las Comunidades Autónomas y Entes Locales.
Si bien el órgano es de breve creación, su historia se remonta a 1979 con la creación del Ministerio de Administración Territorial. Por aquel entonces, las funciones se dividían en dos órganos directivos, la Dirección General de Cooperación con los Regímenes Autonómicos y la Dirección General de Administración Local.
Según avanzaba la creación Estado de las Autonomías, se iban haciendo más complejos los temas a tratar, teniendo que ampliarse a cuatro direcciones generales en 1980 con las nuevas direcciones generales de Desarrollo Autonómico y de Cooperación Local. En 1987 se redujeron a tres, con una Dirección General de Cooperación Territorial que asumía todas las relaciones con las autonomías y los entes locales, otra para el régimen jurídico de éstos (directo antecesor de este órgano) y otra para temas económico-financieros. Ya en 1996, estas dos últimas direcciones generales habían sido fusionadas bajo la Dirección General de Régimen Jurídico y Económico Territorial.
En los años posteriores sus funciones se repartieron entre los diferentes órganos directivos existentes, normalmente dividos según si atendían temas de nivel autonómico o local. En 2012 y hasta 2017, se agrupó toda la política de relaciones entre administraciones en la Dirección General de Coordinación de Competencias con las Comunidades Autónomas primero y en la Dirección General de Relaciones con las Comunidades Autónomas y Entes Locales después.

## Estructura y funciones
De la Dirección General dependen los siguientes órganos directivos:
- La Subdirección General de Régimen Jurídico Autonómico, a la que corresponde:
  - El análisis jurídico de los aspectos competenciales de los proyectos normativos, las disposiciones y los actos de las comunidades autónomas desde el punto de vista de su adecuación a la Constitución y al bloque de constitucionalidad, con inclusión, cuando proceda, de su análisis en el ámbito de la Garantía de Unidad de Mercado, a través de las actuaciones de seguimiento de los mismos, en coordinación con los distintos departamentos ministeriales.
  - El informe de asuntos que afecten a la distribución de competencias con las comunidades autónomas que se soliciten por los órganos competentes al efecto y en los supuestos previstos en el párrafo sexto del artículo 26.5 de la Ley 50/1997, de 27 de noviembre, del Gobierno, con inclusión, cuando proceda, de su impacto competencial en el ámbito de la Garantía de Unidad de Mercado.
  - La coordinación de las actuaciones de las Comisiones Bilaterales de Cooperación en lo relativo al cumplimiento de las previsiones del artículo 33 de la Ley Orgánica 2/1979, de 3 de octubre, del Tribunal Constitucional, así como el impulso de las relaciones de cooperación con los departamentos ministeriales para la prevención y solución extraprocesal de la conflictividad competencial.
  - La elaboración de propuestas de acuerdos del Presidente del Gobierno o del Consejo de Ministros sobre recursos de inconstitucionalidad, requerimientos de incompetencia y conflictos de competencia.
  - La realización de las operaciones estadísticas en el ámbito de sus competencias y las que le sean asignadas en el Plan Estadístico Nacional.
- La Subdirección General de Régimen Jurídico Local, a la que corresponde:
  - La elaboración, propuesta e informe de las disposiciones del Estado que afecten a las entidades locales, el seguimiento e informe de leyes, proyectos y proposiciones de ley de las comunidades autónomas que afecten a las citadas entidades y el asesoramiento jurídico a las administraciones públicas en materia de régimen jurídico local básico.
  - La gestión del Registro de Entidades Locales a que se refiere el artículo 14 de la Ley 7/1985, de 2 de abril, Reguladora de las Bases del Régimen Local.
  - El reconocimiento de firma de los documentos expedidos por las Entidades Locales, dentro del procedimiento de legalización diplomática de estos documentos cuando deban surtir efectos en países no firmantes del Convenio de La Haya, de 5 de octubre de 1961.
  - La gestión y explotación de los sistemas de indicadores de ámbito local derivados de la Base de Datos de Cargos representativos locales.
  - La elaboración de propuestas de acuerdo del Consejo de Ministros relativas a las consultas populares municipales.
  - El seguimiento y la tramitación de las cuestiones que se susciten entre municipios pertenecientes a distintas comunidades autónomas sobre deslinde de sus términos municipales.
  - El informe de los proyectos de convenios que se suscriban por la Administración General del Estado y sus organismos públicos, y entidades de derecho público vinculados o dependientes, con las entidades locales, previo a la autorización del Ministerio de Hacienda.
  - La realización de las operaciones estadísticas en el ámbito de sus competencias y las que le sean asignadas en el Plan Estadístico Nacional.

- El Coordinador Nacional del Sistema de Información del Mercado Interior (NIMIC), como responsable del desarrollo y correcto funcionamiento en el ámbito nacional del sistema de información del mercado interior (IMI) entre los Estados miembros de la Unión Europea y del Espacio Económico Europeo.
- La División de Colaboración Normativa, a la que le corresponde desarrollar las tareas de apoyo y asistencia que le asigne la Dirección General y, en particular, las tareas propias de la colaboración normativa con las comunidades autónomas en fase de proyecto.

## Titulares
- Tomás de la Quadra-Salcedo Janini (28 de julio de 2018-5 de febrero de 2020)[6]
- Gonzalo Díaz Millán (5 de febrero de 2020-presente)[7]